# إيزوفينفوس
الأيزوفينفوس هو مبيد حشري ينتمي إلى فئة الفوسفات العضوي، وهو مصنف كمادة سامة من الدرجة الأولى وفقًا لوكالة حماية البيئة (EPA).
تعتبر المبيدات الحشرية من مبيدات الآفات ، تستخدم بشكل رئيسي في الزراعة لمكافحة الآفات مثل الذباب وحشرات التربة والديدان واليرقات.
الأيزوفينفوس هو زيت, عديم اللون وغير قابل للذوبان في الماء في ظل الظروف العادية فيما يخص درجة الحرارة والضغط.

### تاريخياً
في الولايات المتحدة, تمت الموافقة على الأيسوفينفوس لأول مرة من قبل شركة باير، التي حصلت على براءة اختراع ألمانية بشأن تركيب المبيدات الحشرية في عام 1985. هذا المركب، الذي تم تسويقه تحت اسم أوفتانول (بالإنجليزية Oftanol)، كان مخصصًا ليستخدم على الذرة من أجل التحكم في دودة جذر الذرة.
في بادئ الأمر, كان استخدام المبيد مقتصرا على الأغذية, الاستخدام المنزلي والزراعي. إلا أنه تبين أن المنتج خطير بسبب تأثيره على البيئة وصحة الإنسان.
حالياً، يعتبر الأيسوفينفوس مادة مقيدة الاستخدام (RUP)، أي تسخدم بموجب شهادة، حتى إنها محظورة في بعض البلدان.

## التوليف (التركيب)
في الخطوة الأولى، يتفاعل الأيزوبروبانول مع حمض الساليسيليك في التفاعل المعروف بـالأسترة . ثم تتم بعد ذلك إزالة الكلور باستخدام كلوريد الثيوفوسفوريل. وأخيرًا، تؤدي إضافة الأيزوبروبيلامين والإيثانول إلى تكوين الإيزوفينفوس.
تتم التفاعلات في وسط حمضي وفقا للآلية الموضحة أدناه.

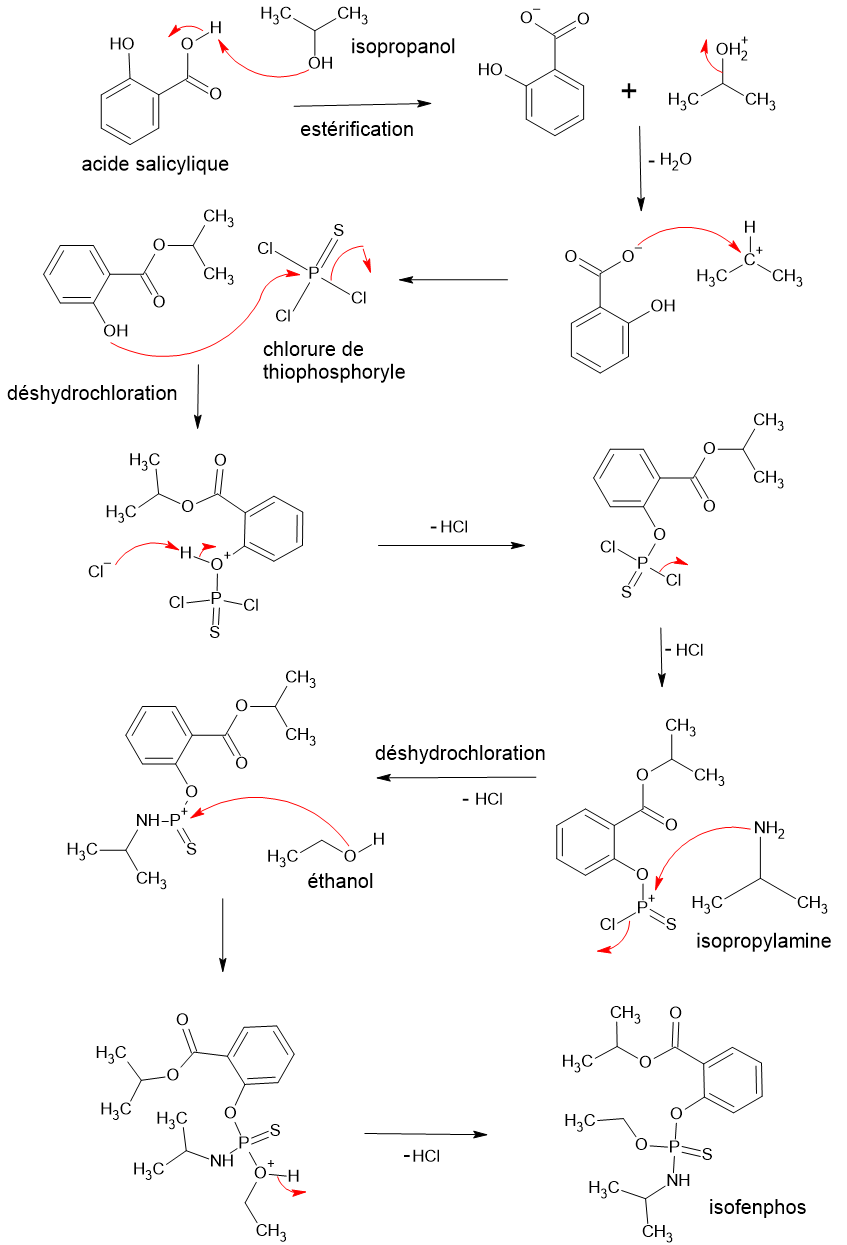
آلية تصنيع الأيزوفينفوس حسب مادة البوبكيم

## الاستخدامات وطرق العمل

### الاستخدام
ويستخدم الأيزوفينفوس حالياً في الولايات المتحدة على الأعشاب, أشجار الزينة والشجيرات لمكافحة الحشرات المعنية. وفقاً لبيانات الاستخدام المنشورة حديثاً، يتم استخدام ما يقرب من 60% من الإنتاج السنوي من المادة الفعالة في ملاعب الجولف. ويستخدم الباقي في الأراضي السكنية والعامة.

### طريقة العمل
يمنع الأيسوفينفوس نشاط إنزيم الأسيتيل كولينستراز (AChE) مما يؤدي إلى تراكم الأسيتيل كولين (ACh) على المستوى التشابكي ما يؤدي إلى ظاهرة فرط تحفيز الجهاز الكوليني . ونتيجة لذلك، تموت الخلايا لاحقاً من خلال ظاهرة التحفيز الزائد، الأمر الذي يؤدي إلى موت الحشرات فيما بعد.

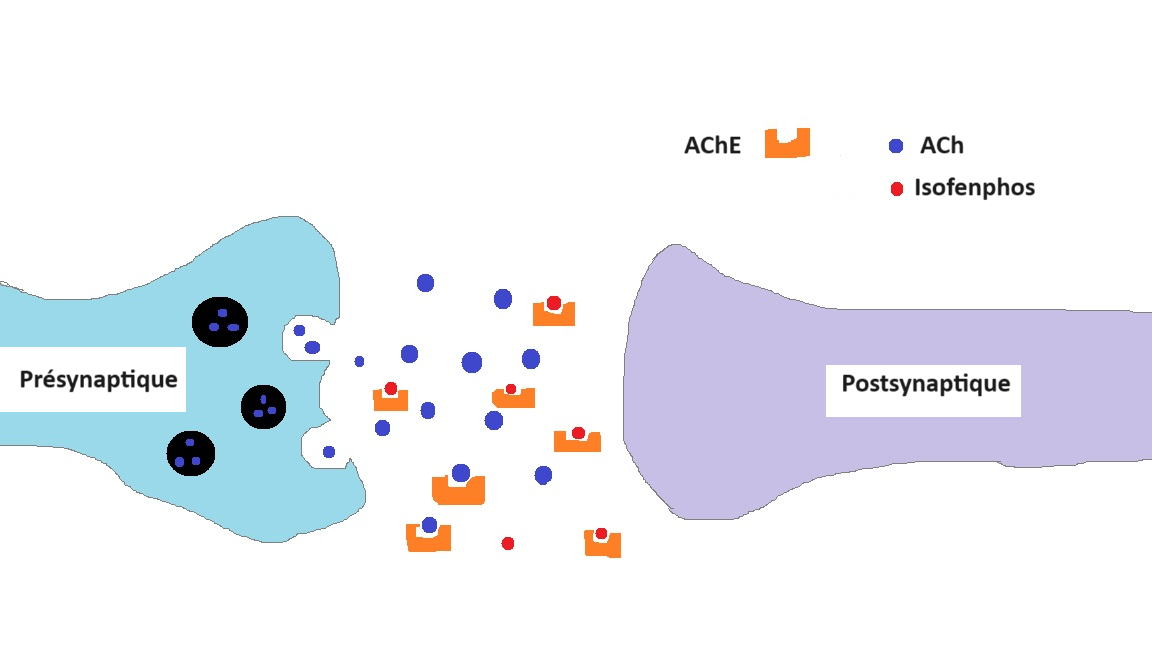
تأثير الأيزوفينفوس على المشبك الكوليني، مستوحى من الشكل 2 الخاص بالسمية العصبية للمبيدات الحشرية

في وجود مبيد الفوسفات العضوي ، يحدث تفاعل بين المركب وأسيتيل كولينستراز (AchE)، ما يؤدي إلى تثبيط الإنزيم. آلية التثبيط المتواجدة في هذا التفاعل هي آلية الإزالة و الإضافة. تتشكل حينئذ رابطة تساهمية بين الفوسفور من الأيزوفينفوس والأكسجين الموجود في السيرين Ser203. ينتج عن هذا التفاعل مركب إنزيمي مفسفر مستقر جاعلاً الإنزيم غير فعال، وغير قادر على تفكيك الأسيتيل كولين. تقوم التفاعلات غير التساهمية على استقرار المركب.

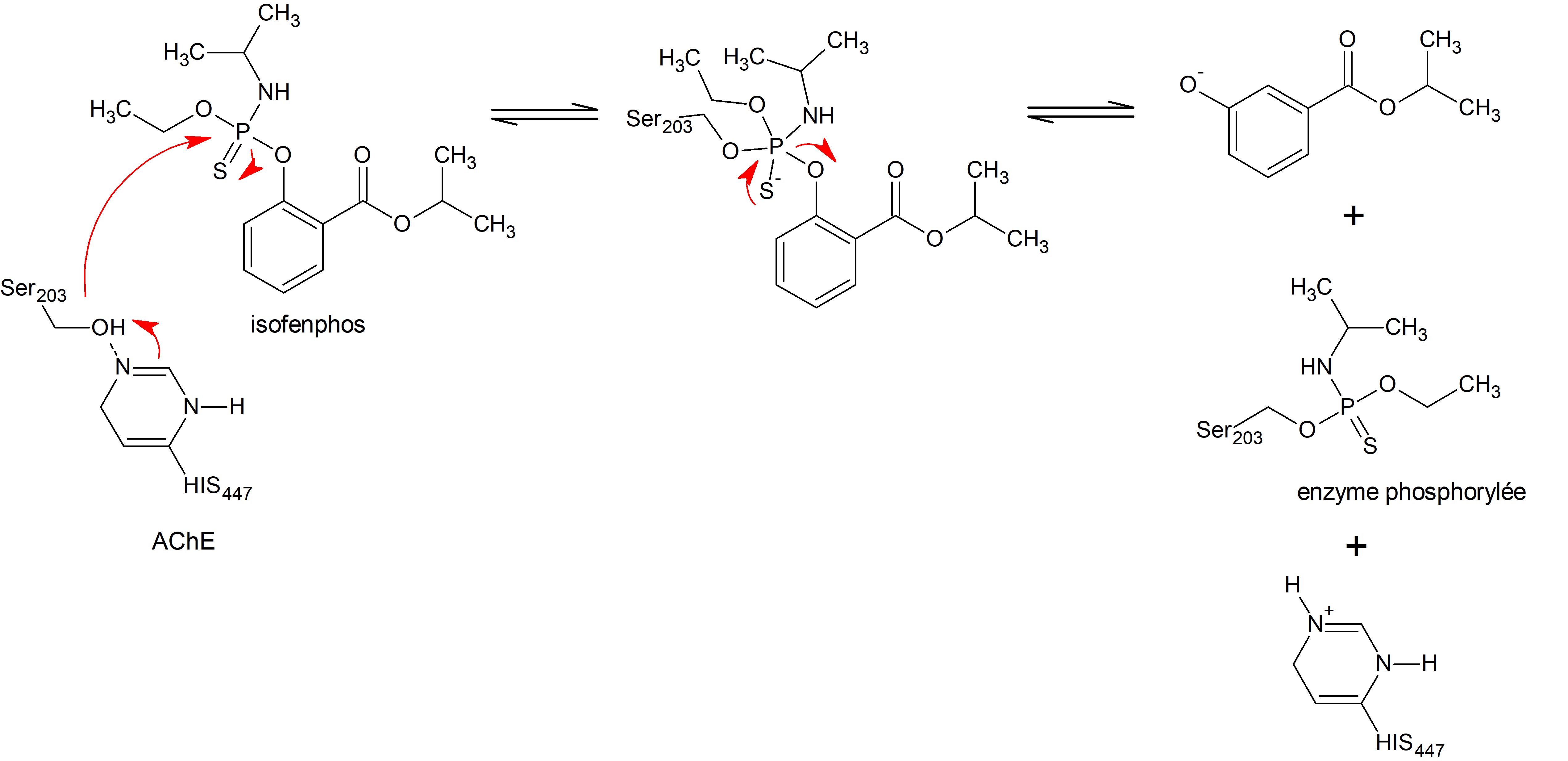
آلية تثبيط إنزيم الأسيتيل كولينستراز بواسطة الأيزوفينفوس، مستوحاة من أوفيلي كواسنسكي

عند ارتباط الفوسفور بأكسجين السيرين، يمكن أن تحدث ظاهرتان:
الظاهرة الأولى هو التحلل المائي التلقائي حيث تتم استعادة الإنزيم المفسفر إلى AchE. وبما أن هذا التفاعل بطيء جدًا، فإنه لا يحدث تقريبًا أي تفاعل. ومع ذلك، في حالة استخدام الأيسوفينفوس بكثرة، يمكن إعادة تنشيط الإنزيم عن طريق استخدام محب نواة أو نيوكليوفيل قوي، على سبيل المثال الأوكسيمات، وذلك بهدف كسر الرابطة بين الفوسفور والأكسجين وتجديد أستيل كولينستراز .
أما الظاهرة الثانية فهي ظاهرة التحلل المائي التي تسمى أيضاً بالـ "شيخوخة". تشمل هذه الظاهرة عموماً التحلل المائي للمجموعة المؤكسجة من الفوسفات العضوي مؤدياً إلى مركب AChE السمي العصبي الأكثر استقرارًا. هذه الظاهرة غير قابلة للانعكاس: أي أنه لا يمكن إجراء التحلل المائي تلقائياً. يعتمد وقت التعتيق أو الشيخوخة على الفوسفات العضوي المستخدم.

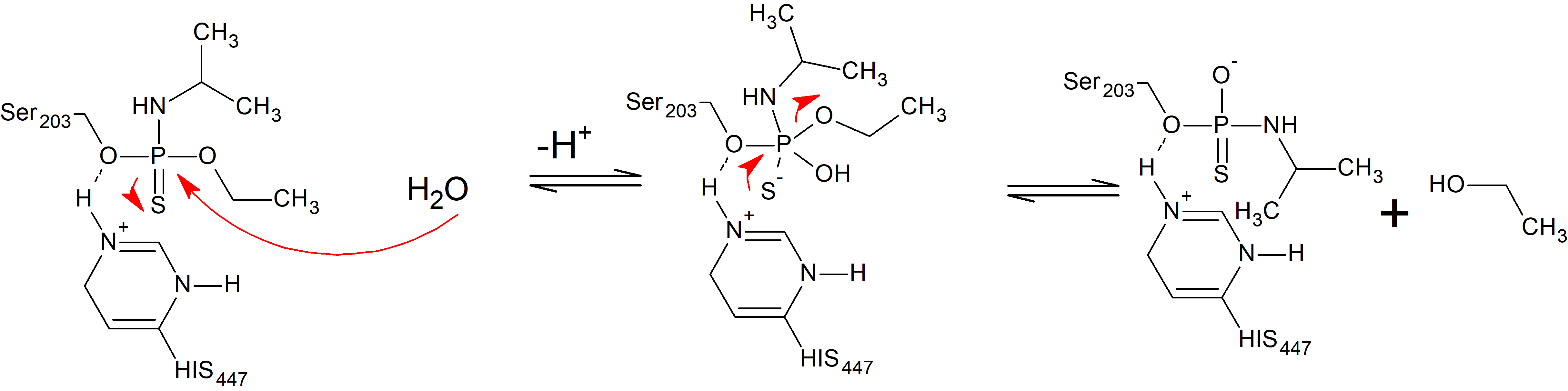
آلية التحلل المائي على الإنزيم المفسفر مستوحاة من أوفيلي كواسنسكي

يكون المركب المتكون مستقرًا جدًا لأن العديد من التفاعلات غير التساهمية تعمل على تثبيت المركب وتمنع النيوكليوفيلات (محبات النواة) من الوصول إلى الفوسفور، مما يحد من نزع الفسفور، مثل التفاعلات مع الثقب الأوكسيانيوني ، وجيب الأسيل، والهستيدين في الثالوث الحفزي . الشحنة السالبة الموجودة حول الأكسجين تعيق هجوم النيوكليوفيل (محب النواة) بهدف تجديد الإنزيم الحر.

## الأضرار (السمية البيئية والمخاطر)
إن استخدام المبيدات الحشرية التي تحتوي على الأيزوفينفوس يعرض الإنسان والحيوانات، خاصة الكائنات المائية  ، إلى الأيزوفينفوس وهو مركب سام . يؤدي التعرض المنتظم والطويل الأمد بشكل خاص إلى تثبيط إنزيم الأسيتيل كولينستراز في البلازما، خلايا الدم الحمراء وأنسجة المخ. في بيئة مهنية أو منزلية، يجب ألا تتجاوز مدة التعرض للإيزوفينفوس 7 أيام.
هناك عدة مسارات للتعرض لها : عن طريق التلامس المباشر مع الجلد أو عن طريق الاستنشاق أو حتى عن طريق الفم . على سبيل المثال، في السياق السكني للاستخدام الشخصي للمبيدات الحشرية في الحديقة، فإن الممرات المنتظمة بالقرب من النباتات تعرض الناس للمخاطر المذكورة أعلاه.
ولمنع المخاطر المرتبطة بالإيزوفينفوس، ينبغي اتخاذ الاحتياطات اللازمة، بما في ذلك ارتداء القفازات الواقية والملابس الواقية، وتجنب ملامسة العينين أو الجلد أو الملابس، وعدم استنشاق الغبار، وتجنب إطلاقه في البيئة.

### دوره فيسرطان الدم النقوي المزمن
يؤدي التعرض المستمر للإيسوفينفوس في البداية إلى فقدان وظيفة العظام، مما يؤدي إلى الحؤول النقوي . ثم يمكن أن يتطور سرطان الدم النخاعي الحاد بسرعة.
أظهرت دراسة خطر الإصابة بالسرطان عند التعرض المنتظم للإيزوفينفوس. وتوضح الدراسة على وجه الخصوص أن جزيئات الأيزوفينفوس تمنع أكسدة الجلوكوز الذي نتناوله. ومع ذلك، فإن أكسدة الجلوكوز هي مصدر للطاقة والأداء السليم لخلايانا.

### دوره فياعتلال الأعصاب
يمكن أن يسبب الأيسوفينفوس اعتلال الأعصاب ، وهو مرض يصيب الجهاز العصبي.
وقد أجريت دراسات على البشر الذين تناولوا الإيسوفينفوس وأظهرت تطور اعتلال الأعصاب الحاد تليها سمية كوليجيرنية خفيفة. ويرجع ذلك إلى تثبيط إنزيم الأسيتيل كولينستراز (AChE) والإستراز السمي العصبي (NTE) بواسطة الإيزوفينفوس، وهما إنزيمان ضروريان لنقل الإشارات العصبية.
في الواقع، يمكن للإيسوفينفوس، وهو محب للدهون للغاية، عبور الحواجز البيولوجية والارتباط تساهميًا مع إنزيمات الكولينستراز مثل أستيل كولينستراز في الجهاز العصبي المركزي البشري. كما هو الحال مع الحشرات، فإن الفوسفات العضوي سيحتل موقع إنزيم الأسيتيل كولينستراز الذي لن يكون قادرًا بعد ذلك على تحفيز تفاعل التحلل المائي للأسيتيل كولين إلى الكولين وحمض الأسيتيك ، مما سيؤدي إلى مشاكل عصبية.
يمكن للفوسفات العضوي مثل الأيسوفينفوس أيضًا أن يفسفر الإستراز السمي العصبي ، وهو بروتين الجهاز العصبي المركزي الموجود في الكريات البيض والصفائح الدموية . سيؤدي ذلك إلى انخفاض في شكل الخلايا الليمفاوية ، مما قد يؤدي إلى اعتلال عصبي ما بعد النخاعي.

### دوره فيمرض السكري من النوع 2
أظهرت دراسة  أن خطر الإصابة بمرض السكري من النوع 2 يكون أعلى عندما ترتفع مستويات الأيزوفينفوس. الآليات التي تربط تأثير التعرض للإيسوفينفوس على خطر الإصابة بمرض السكري من النوع 2 مثيرة للجدل.
من ناحية، يمكن لمبيدات الفوسفات العضوية مثل الأيزوفينفوس أن تمنع نشاط هيدروجيناز الغلوتامات (GDH) الذي يسمح بإفراز الأنسولين: وبالتالي سيتم تقليل إفراز الأنسولين، الأمر الذي سيؤدي إلى تطور مرض السكري من النوع 2 .
من ناحية أخرى، فإن تحلل الجليكوجين وتولد السكر اللذين يسمحان بتخليق الجلوكوز في الجسم، هما أيضًا آليتان مرتبطتان بارتفاع السكر في الدم الناجم عن الأيزوفينفوس.

### التأثير على مياه الشرب
وبما أن المبيدات الحشرية يتم رشها على النباتات، فمن المرجح أن تتأثر مصادر مياه الشرب السطحية باستخدام الأيسوفينفوس، ولذلك هناك خطر تلوث المياه. وقد تم تقدير معدلات التعرض من قبل الباحثين, حيث أظهرت الدراسات  تأثيراً ضاراً على بعض الحيوانات البرية والمائية  ، ولكن حتى الآن لا نعرف التأثير الحقيقي لتلوث المياه هذا على التنوع البيولوجي بأكمله وعلى الإنسان.

## علاج الايزوفينفوس
في حالة التسمم بالمبيدات الفوسفاتية العضوية، تم تطوير العديد من العلاجات. تعتمد العلاجات على استخدام المضادات الكولينية . أول علاج ظهر كان الأتروبين ، الذي تم تطويره في عام 1835. استخدم الأتروبين عام 1863، وهو يساعد على مقاومة تأثير الأسيتيل كولين على العضلات واسترخائها. ولسوء الحظ، فقد تبين بعد عدة دراسات تعود إلى الحرب العالمية الثانية  أن الأتروبين وحده غير كاف. وبالتالي، فإن الجمع بين مضادات الاختلاج مثل البنزوديازيبين أو الديازيبام يكون أكثر فعالية بكثير من الأتروبين أو الأكسيم وحده في تقليل معدل الوفيات.
في عام 1951، تم تحقيق أول إعادة تنشيط في المختبر لـ AChE المفسفر باستخدام الهيدروكسيلامين . ولقد بدأ الاهتمام بأجهزة إعادة التنشيط: الأوكسامينات التي تحتوي على بيريدينيوم مرافق. وهكذا، اعتبارًا من عام 1956، تم تصنيع 2-PAM، وهو أكثر فعالية بحوالي مليون مرة من الهيدروكسيلامين، في الولايات المتحدة. ويلي ذلك تخليق عدة أوكسيمات: ثنائي السبريديوم، ترايميدوكسيم (TMB-4)، أوبيدوكسيم (LüH-6)، HI-6 وHLö-7.

## تشريع
وفي عام 2002، قررت المفوضية الأوروبية عدم إدراج الإيسوفينفوس في قائمة المكونات النشطة للمبيدات الحشرية المرخصة.
حسب آخر التحديثات من جامعة هيرتفوردشاير (09/11/2023):
الأيسوفينفوس مدرج في قاعدة بيانات الاتحاد الأوروبي وتمت الموافقة على استخدامه من قبل المفوضية الأوروبية بتاريخ 07/11/2009 في الدول الأعضاء التالية في الاتحاد الأوروبي: النمسا، بلجيكا، بلغاريا، قبرص، جمهورية التشيك، الدنمارك، إستونيا، اليونان، إسبانيا. ، فنلندا، فرنسا، كرواتيا، المجر، أيرلندا، إيطاليا، ليتوانيا، لوكسمبورغ، لاتفيا، مالطا، هولندا، بولندا، البرتغال، رومانيا، السويد، سلوفينيا، سلوفاكيا. تمت الموافقة أيضًا على استخدامه من قبل هذه المفوضية نفسها في البلدان التالية في المنطقة الاقتصادية الأوروبية (EEA): أيسلندا، النرويج.
تقوم وكالة حماية البيئة ( EPA ) بتسجيل المبيدات الحشرية التي تفي بمعايير السلامة(FQPA) ويمكن استخدامها دون أن تشكل مخاطر غير معقولة على صحة الإنسان أو البيئة. وقد خضع الأيسوفينفوس، المدرج بموجب القضية رقم 0105 لوكالة حماية البيئة، لقرار إعادة التسجيل في عام 1999. وبناء على ذلك، قامت وكالة حماية البيئة بمراجعة قاعدة البيانات الحالية ووضعت تقييمات أولية للمخاطر على صحة الإنسان والبيئة.
وفي عام 1998، تم فتح ملف عام وتم اتخاذ الخطوات الأولى لإعادة فحص الإيزوفينفوس بالإضافة إلى مبيدات الآفات الفوسفاتية العضوية الأخرى. ومع ذلك، قبل أن تتمكن وكالة حماية البيئة من إكمال عملية إعادة التسجيل، قدم المنتج الأساسي للمبيد إخطارًا رسميًا. ولن يدعموا بعد الآن الأيسوفينفوس عن طريق إعادة التسجيل.
وبحسب منظمة الأغذية والزراعة للأمم المتحدة ( الفاو )، فإن المواصفات التي يجب أن تظهر عند تسويق الأيزوفينفوس هي كما يلي:
- في الوصف: يجب أن تتكون المادة من الأيزوفينفوس وشوائب التصنيع المقابلة لها، وتكون سائلة ذات لون أصفر إلى بني وخالية من المواد الغريبة المرئية والعوامل المعدلة المضافة.
- في المكونات النشطة: يجب الإعلان عن محتوى الأيزوفينفوس (لا يقل عن 900 جم/كجم)، وعند تحديده، يجب ألا يختلف المحتوى الذي تم الحصول عليه عن المحتوى المعلن بأكثر من ± 25 جم/كجم.

## الملاحظات و المراجع
1. 1 2 3  PubChem. « Isofenphos ». Consulté le 16 février 2024. https://pubchem.ncbi.nlm.nih.gov/compound/32872. نسخة محفوظة 2024-03-25 على موقع واي باك مشين.
2. 1 2 3 4  US EPA, OA. « Pesticides - Fact Sheet for Isofenphos », décembre 1999. https://www3.epa.gov/pesticides/chem_search/reg_actions/reregistration/fs_PC-109401_1-Dec-99.pdf. نسخة محفوظة 2024-03-25 على موقع واي باك مشين.
3. ↑  Thomas A. Unger, éd. « Isofenphos ». In Pesticide Synthesis Handbook, 378. Park Ridge, NJ: William Andrew Publishing, 1996. https://doi.org/10.1016/B978-081551401-5.50781-4. نسخة محفوظة 2024-03-30 على موقع واي باك مشين.
4. 1 2  Thany, Steeve H., Pascal Reynier, et Guy Lenaers. « Neurotoxicité des pesticides - Quel impact sur les maladies neurodégénératives ? » médecine/sciences 29, nᵒ 3 (1 mars 2013): 273‑78. https://doi.org/10.1051/medsci/2013293013.
 نسخة محفوظة 2024-04-05 على موقع واي باك مشين.
5. ↑  Mladenović, Milan, Biljana B. Arsić, Nevena Stanković, Nezrina Mihović, Rino Ragno, Andrew Regan, Jelena S. Milićević, Tatjana M. Trtić-Petrović, et Ružica Micić. « The Targeted Pesticides as Acetylcholinesterase Inhibitors: Comprehensive Cross-Organism Molecular Modelling Studies Performed to Anticipate the Pharmacology of Harmfulness to Humans In Vitro ». Molecules : A Journal of Synthetic Chemistry and Natural Product Chemistry 23, nᵒ 9 (30 août 2018): 2192. https://doi.org/10.3390/molecules23092192.
 نسخة محفوظة 2024-03-27 على موقع واي باك مشين.
6. 1 2 3 4 5 6 7  Ophélie Kwasnieski. « Etude Théorique de La Réactivation de l’AChE Inhibée Par Le Tabun », 2010.
7. 1 2  Lewis, Kathleen A., John Tzilivakis, Douglas J. Warner, et Andrew Green. « An international database for pesticide risk assessments and management ». Human and Ecological Risk Assessment: An International Journal 22, nᵒ 4 (18 mai 2016): 1050‑64. https://doi.org/10.1080/10807039.2015.1133242.
 نسخة محفوظة 2024-02-08 على موقع واي باك مشين.
8. 1 2 3  United States Environmental Protection Agency. « Memory of isofenphos », 1998.
9. ↑  GESTIS. « Base de données de substances GESTIS ». Consulté le 26 février 2024. https://gestis-database.dguv.de/data?name=510266.
 نسخة محفوظة 2024-03-27 على موقع واي باك مشين.
10. 1 2  Boros, Laszlo G, et Robert D Williams. « L’isofenphos a induit des modifications métaboliques dans les cellules blastiques myéloïdes K562 1 ». Leukemia Research 25, nᵒ 10 (1 octobre 2001): 883‑90. https://doi.org/10.1016/S0145-2126(01)00043-1. نسخة محفوظة 2024-03-30 على موقع واي باك مشين.
11. ↑  Furelaud, Gilles. « Glucides et lipides, des sources d’énergie pour l’organisme ». Planet-Vie, 2002. https://planet-vie.ens.fr/thematiques/cellules-et-molecules/metabolisme-cellulaire/glucides-et-lipides-des-sources-d-energie.
 نسخة محفوظة 2024-03-30 على موقع واي باك مشين.
12. ↑  Moretto, Angelo, et Marcello Lotti. « The Relationship between Isofenphos Cholinergic Toxicity and the Development of Polyneuropathy in Hens and Humans ». Archives of Toxicology 76, nᵒ 5 (1 juin 2002): 367‑75. https://doi.org/10.1007/s00204-002-0352-8. نسخة محفوظة 2024-03-30 على موقع واي باك مشين.
13. 1 2  Kouraichi, N, et H Thabet. « Prise en charge des intoxications organophosphorées aux urgences », 2008.
14. ↑  Geng, Jintian, Dandan Wei, Lulu Wang, Qingqing Xu, Juan Wang, Jiayu Shi, Cuicui Ma, et al. « The association of isocarbophos and isofenphos with different types of glucose metabolism: The role of inflammatory cells ». Journal of Environmental Sciences 147 (1 janvier 2025): 322‑31. https://doi.org/10.1016/j.jes.2023.11.004. نسخة محفوظة 2024-04-02 على موقع واي باك مشين.
15. ↑  Mahé, Inès, Christian Gauvrit, Frédérique Angevin, et Bruno Chauvel. « Quels enseignements tirer du retrait de l’atrazine dans le cadre de l’interdiction prévue du glyphosate ? » Cahiers Agricultures 29 (2020): 29. https://doi.org/10.1051/cagri/2020026. نسخة محفوظة 2024-03-30 على موقع واي باك مشين.
16. ↑  Byrne, David. « Verordnung (EG) Nr. 2076/2002 der Kommission », 2002, 319/3.
17. ↑  Lewis, Kathleen A.; Tzilivakis, John; Warner, Douglas J.; Green, Andrew (18 May 2016). "An international database for pesticide risk assessments and management". Human and Ecological Risk Assessment: An International Journal (بالإنجليزية). 22 (4): 1050–1064. DOI:10.1080/10807039.2015.1133242. ISSN:1080-7039. Archived from the original on 2024-02-08.
18. ↑  « university of Hertfordshire », s. d. https://sitem.herts.ac.uk/aeru/ppdb/en/Reports/406.htm. نسخة محفوظة 2024-03-31 على موقع واي باك مشين.
19. ↑  « food and agriculture organization of the united nations ». Consulté le 8 mars 2024. https://www.fao.org/3/cb2796en/cb2796en.pdf. نسخة محفوظة 2024-03-31 على موقع واي باك مشين.